# Lokca
Lokca je naseljeno mjesto u okrugu Námestovo u Žilinskom kraju u Slovačkoj.

## Stanovništvo
| Godina:     | 1993. | 2003.   | 2013.   | 2023.   |
| ----------- | ----- | ------- | ------- | ------- |
| Broj ljudi: | 2017  | 2194    | 2308    | 2480    |
| Razlika:    |       | +8,77 % | +5,19 % | +7,45 % |

| Godina:     | 2022. | 2023.   |
| ----------- | ----- | ------- |
| Broj ljudi: | 2453  | 2480    |
| Razlika:    |       | +1,10 % |

Prema podatcima o broju stanovnika iz 2023. godine naselje je imalo 2480 stanovnika.

## Vanjske poveznice
|  | Zajednički poslužitelj ima još gradiva o temi Lokca |

- Službena stranica naselja (sl.)